# بورکینی

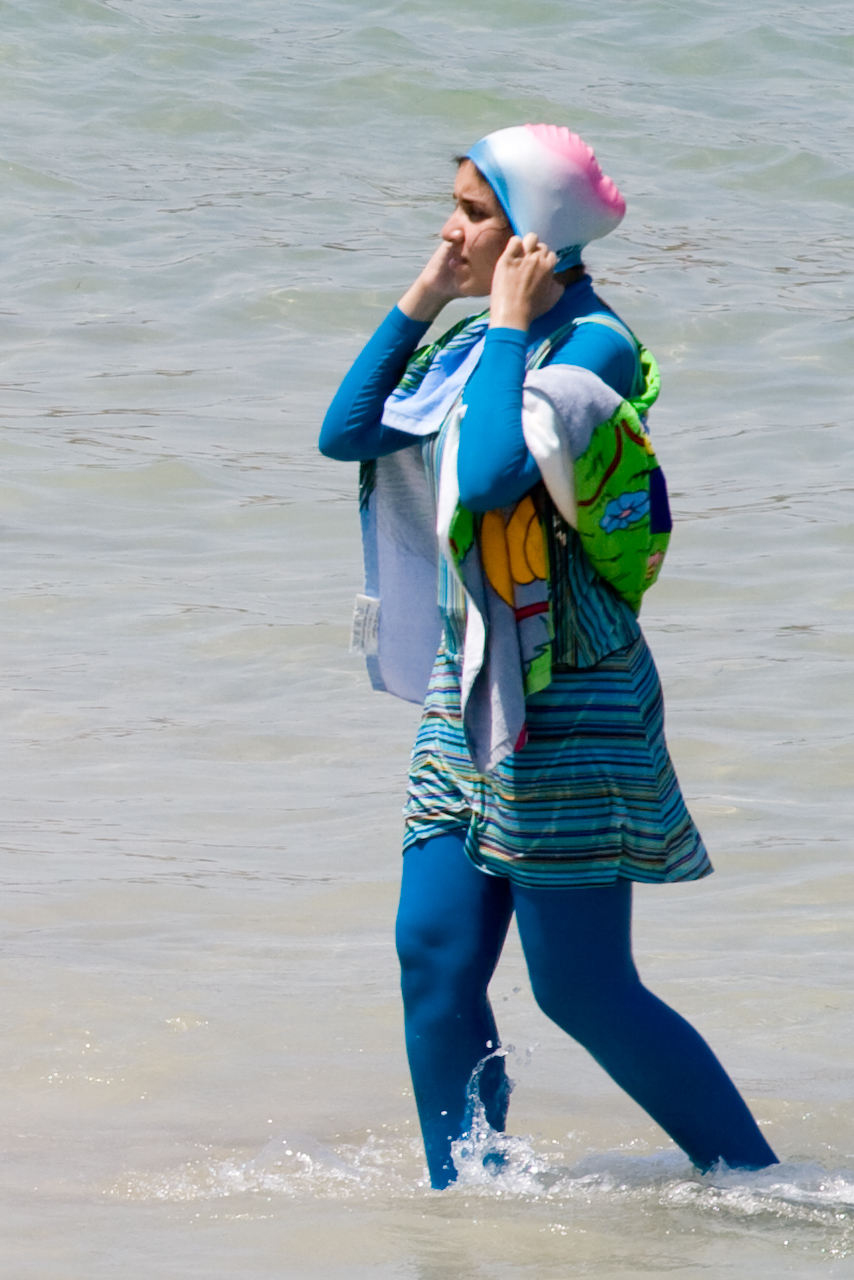
یک زن با مایوی اسلامی

مایو اسلامی یا برکینی (انگلیسی: Burkini) نوعی لباس شنا برای زنان است که تمام بدن بجز صورت، کف دست و پاها را می‌پوشاند تا حجاب اسلامی برای زنان مسلمانی که علاقه به شنا کردن دارند فراهم شود. برخی زنان مسلمان از این گونه جامه در ورزش بدن‌سازی هم استفاده می‌کنند.
واژه بورکینی از ترکیب دو واژه بُرقَع (Burqa) و بیکینی (Bikini) ساخته شده‌است.
در سال ۲۰۰۴ طراح استرالیایی سراغ مدل مایو اسلامی رفت و مدل های خلاقانه ای طراحی کرد و اول از همه مورد توجه مردم فرانسه قرار گرفت و خیلی استقبال شد. فرانسوی ها برای جلوگیری از آفتاب سوختگی بر اثر نور مستقیم خورشید از این مدل استفاده می کردند.

## انواع مایو بورکینی زنانه
انواع مایو بورکینی (اسلامی) زنانه عبارتند از:
بورکینی کلاسیک
این مدل با طراحی ساده و رنگ‌های تیره مثل مشکی یا سرمه‌ای، بیشترین پوشش و راحتی را فراهم می‌کند. مناسب برای بانوانی است که به دنبال ظاهری رسمی و در عین حال کاربردی هستند. بورکینی کلاسیک در استخرها و محیط‌های عمومی بسیار محبوب است.
بورکینی ورزشی
بورکینی ورزشی با پارچه‌های کشسان و سبک، آزادی حرکت بیشتری برای ورزش‌های آبی حرفه‌ای فراهم می‌کند. طراحی جذب‌تر و دوخت ضدلغزش، این مدل را برای شنای سرعتی یا تمرینات آبی ایده آل کرده است. اغلب دارای زیپ جلو و یقه‌های بسته برای کنترل بیشتر در حین فعالیت است.
بورکینی طرح‌دار و فانتزی
این مدل‌ها با رنگ‌های شاد، الگوهای جذاب و برش‌های مدرن، جلوه‌ای شیک و متفاوت به استایل شنا می‌دهند. مناسب برای بانوانی است که علاوه بر پوشش، به زیبایی و تنوع اهمیت می‌دهند. در کنار استخر یا ساحل، با این مدل‌ها حس اعتماد به‌نفس بیشتری خواهید داشت.
بورکینی دو تکه یا سه تکه
بورکینی‌های دو تکه شامل بلوز بلند و شلوار هستند و مدل‌های سه تکه کلاه یا هدبند هماهنگ نیز دارند. برخی مدل‌ها دارای بند یا دکمه برای اتصال بلوز به شلوارند تا هنگام شنا ثابت بمانند. این طراحی امکان شخصی‌سازی و راحتی در پوشیدن را فراهم می‌کند.
بورکینی سایز بزرگ
این مدل‌ها برای بانوان با سایز بالاتر طراحی شده‌اند و پوشش و راحتی بیشتری فراهم می‌کنند. با برش‌های آزاد، بندهای پهن و پارچه‌های مقاوم، به خوبی از بدن پشتیبانی می‌کنند. همچنین طراحی ضدچسبندگی آن‌ها باعث احساس سبکی در آب می‌شود.